# Église Saint-François de Castro
L'église Saint-François est une église catholique située à Castro, dans l'archipel de Chiloé au Chili.

## Dédicace
L'église est dédiée à François d'Assise. En espagnol, elle s'intitule iglesia San Francisco.

## Caractéristiques
L'église est construite à Castro,.
L'édifice est une construction en bois.

## Historique
L'église est classée comme monument national en 1979. Elle est répertoriée sur la liste des édifices en danger du Fonds mondial pour les monuments en 1996.
En 2000, l'église est inscrite au Patrimoine mondial par l'UNESCO.